# Nuevo Tamaulipas
Nuevo Tamaulipas är en ort i Mexiko.   Den ligger i kommunen Socoltenango och delstaten Chiapas, i den sydöstra delen av landet, 800 km sydost om huvudstaden Mexico City. Nuevo Tamaulipas ligger 615 meter över havet och antalet invånare är 105.
Terrängen runt Nuevo Tamaulipas är kuperad österut, men västerut är den platt. Runt Nuevo Tamaulipas är det ganska glesbefolkat, med 35 invånare per kvadratkilometer. Närmaste större samhälle är Venustiano Carranza, 18,7 km nordväst om Nuevo Tamaulipas. Omgivningarna runt Nuevo Tamaulipas är en mosaik av jordbruksmark och naturlig växtlighet.